# Parthenopidae
Die Parthenopidae sind eine Familie der Krabben (Brachyura) mit 147 Arten und die einzige Familie innerhalb der Überfamilie Parthenopoidea. Es handelt sich um freilebende Krabben, die im Flach- und Tiefwasser vorkommen.

## Merkmale
Der Carapax ist dreieckig, fünfeckig oder oval-fünfeckig, manchmal fast halbrund oder -elliptisch. Die Regionen sind meist deutlich durch Gruben abgegrenzt. Die Oberfläche ist mit Höckern, gekörnt oder sehr unregelmäßig. Die Kiemenregion ist meist angeschwollen und deutlich von den Magen- und Herzregionen abgesetzt. Die Stirn ist relativ schmal und einfach oder dreilappig. Die Augen sind klein und in die runden Augenhöhlen rückziehbar. Die Augenhöhlen werden durch das Basalglied der Antennen in variierendem Ausmaß verschlossen. Die Scherenbeine sind kräftig und meist sehr lang, deutlich länger als die Schreitbeine. Merus und Chela sind im Querschnitt oft prismatisch. Die Somiten drei bis fünf des Pleons sind bei Männchen unbeweglich verschmolzen, obwohl die ursprünglichen Nähte sichtbar bleiben. Das erste Gonopodium ist kräftig oder sehr kräftig und relativ einfach gebaut, manchmal mit starken Borsten besetzt. Das zweite Gonopodium ist kurz, aber manchmal fast genauso lang oder sogar länger als das erste. Die Geschlechtsöffnung der Männchen liegt coxal, die Vulva sternal.

## Systematik
Die Systematik der Parthenopoidea unterlag in der Vergangenheit zahlreichen Veränderungen. Heute wird von den meisten Autoren der Überfamilie nur die Familie Parthenopidae zugeordnet. Gary Poore und Shane T. Ahyong (2023) stellen auch die Dairoididae (Števčić, 2005) zu den Parthenopidae, von anderen Autoren werden diese jedoch zu den Eriphioidea gerechnet. Die Parthenopidae werden in zwei Unterfamilien gegliedert:
- Parthenopinae MacLeay, 1838 und
- Daldorfiinae Ng & Rodríguez, 1986